# Кроскультурний менеджмент
Кроскультурний менеджмент (або управління культурним різноманіттям) - це процес керування організацією, який враховує культурні відмінності між працівниками та клієнтами з різних країн. Цей підхід дозволяє організаціям працювати більш ефективно в умовах міжнародного бізнесу та глобалізації, за рахунок розвитку та підтримки ефективного співробітництва між різними культурами в одній організації.

### Зміст та актуальність
У сучасному світі більшість компаній мають глобальне охоплення, що робить культурне різноманіття на робочому місці ще більш актуальним.
Це поняття виникло на зламі 20-го століття, коли компанії почали розширюватися за межі своїх країн та налагоджувати співпрацю з міжнародними партнерами. Кроскультурне управління розвивалося на основі взаєморозуміння та взаємоповаги між культурами, що дозволяє створювати ефективні команди та розширювати глобальний бізнес.
Кроскультурний менеджмент охоплює такі аспекти, як культурні відмінності між національними групами, мовні бар'єри, різноманітність культурних цінностей та норм поведінки. Управління організацією в умовах кроскультурного середовища вимагає розуміння культурних відмінностей та їх впливу на сприйняття інформації, прийняття рішень, поведінку працівників та споживачів. Організації повинні бути готові працювати з працівниками з різних країн, з різною культурною спадщиною та різними мовами.

### Сучасні виклики
Поняття кроскультурного менеджменту супроводжується низкою питань, на які варто звернути увагу, зокрема:
- Комунікаційні бар'єри. Комунікація має важливе значення в будь-якій організації, але коли вона охоплює представників різних культур, ситуація ускладнюється. Різні мови, діалекти та стилі спілкування можуть призвести до непорозумінь та неправильних інтерпретацій.
- Культурні відмінності. Цей виклик має різноманітні прояви, наприклад, у різності цінностей, вірувань і звичаїв. Те, що є прийнятним в одній культурі, може бути неприйнятним в іншій, що також призводить до непорозумінь і конфліктів.
- Стереотипи та упередження. Упереджені уявлення, що виникають під час взаємодії представників різних культур, можуть вплинути на процес сприйняття та внести негативні корективи в досягнутий сторонами результат.
- Правові та регуляторні відмінності. Дія відмінних законів, правил та бізнес-практик може стати перешкодою для досягнення консенсусу в процесі співробітництва.
- Етичні питання. Поняття етики та її меж відмінне в різних культурах. Те, що може вважатися етичним в одній культурі, здатне викликати обурення у представників іншої.

Саме тому головне завдання крос-культурного менеджменту як процесу управління - врахувати всі вищевказані особливості, та попередити їх.

### Стратегії подолання кроскультурних управлінських викликів
Існує кілька стратегій, які менеджери можуть застосувати для подолання кроскультурних управлінських викликів, зокрема:
1. Кроскультурне навчання. Отримання релевантних знань з культурного розмаїття у бізнесі дасть змогу співробітникам глибше зрозуміти нюанси різних культур, що призведе до кращої комунікації та меншої кількості непорозумінь.
2. Розвиток культурної чутливості. Ця стратегія передбачає просування розуміння та поваги до культурних відмінностей в рамках організації. Це може допомогти зменшити кількість конфліктів і сприяти кращим стосункам між працівниками.
3. Налагодження каналів комунікації. Ця стратегія орієнтована на загальне подолання мовних бар'єри, шляхом тестування різних, комфортних для співробітників способів взаємодії.
4. Встановлення спільних позицій. Знаходження точок дотику може допомогти побудувати довіру та сприяти кращим стосункам між працівниками з різних культур. Визначення спільних цінностей та інтересів може допомогти подолати культурні відмінності.

Важливо зазначити, що стратегії працюють найбільш ефективно при їх комплексному застосуванні.

### Переваги та недоліки
Серед основних переваг кроскультурного менеджменту можна виділити:
- Покращене розуміння різних культур. Кроскультурний менеджмент може допомогти менеджерам знайти підхід до кожної з культур, з якою зіштовхується організація на своєму шляху. Це, в свою чергу, стане у нагоді для максимізації ефективності комунікацій та примноження результатів взаємодії.
- Збагачення креативності та інновацій. Культурно-різноманітні команди багаті різними точками зору і культурними цінностями, що є передумовою для виникнення широкого спектру корисних ідей, підсилення творчого потенціалу команди, і підвищення ефективності і якості прийнятих рішень.
- Доступ до нових ринків. Кроскультурний менеджмент сприяє максимізації ефективності взаємодії між представниками різних культур. Таким чином, його грамотне застосування може допомогти організаціям вийти на нові ринки, шляхом побудови міцних бізнес-контактів.

Звичайно, кроскультурний менеджмент носить і ряд недоліків:
- Підвищена складність адаптації. Культурне розмаїття відбиває відмінність поглядів, підходів, точок зору на явища, об'єкти, предмети, яке часто призводить до робочої несумісності. Це потребує додаткового зосередження на культурних аспектах, відмінних характеристиках, і параметрах, а також їх аналізу та приборкування.
- Необхідність постійного моніторингу та оновлення стратегій. Характер актуалізації кроскультурних комунікацій зумовлюється поглибленням міжнародного поділу праці, урізноманітненням формату культурної приналежності людей, та загальною зміною трендів в бізнес-середовищі. Саме тому важливо слідкувати за ходом подій у світі та наявною ситуацією в організації.